# Der lebende Leichnam (1918)
Der lebende Leichnam ist ein deutsches Filmdrama aus dem Jahre 1918 von Richard Oswald, frei nach dem gleichnamigen Stück von Leo Tolstoi. Für die Hauptrolle des Fjodor Protassow wurde Bernd Aldor verpflichtet.

## Handlung
Im alten, zaristischen Russland. Fjodor Protassows Ehe mit seiner Gattin Lisa ist am Ende. Die russisch-orthodoxe Kirche genehmigt jedoch keine Scheidung, und so täuscht Protassow den eigenen Selbstmord vor, um Lisa einen Neubeginn mit ihrem Geliebten Viktor Karenin zu ermöglichen. Fjodor selbst wird dadurch zum „lebenden Leichnam“. Er kann nicht mehr in sein altes Leben zurück, da er „tot“ ist, aber auch kein neues, kein offizielles in der Legalität beginnen. Und so weicht er in ein Leben in der Illegalität und im Untergrund aus. 
Doch dies bringt ihm, obwohl er eine neue Geliebte findet, kein wirkliches Glück. Seine illegale Existenz fliegt auf, und Lisa hat sich nunmehr durch eine neue Heirat der Bigamie schuldig gemacht hat. Sie wird deswegen vor Gericht gezerrt, obwohl eigentlich Fjodor für diese Entwicklung verantwortlich ist. Protassow erweist daher seiner Ex-Gattin den ultimativen Liebesdienst: Er vollendet nun die vorgetäuschte Tat und bringt sich diesmal wirklich um, indem er sich erschießt.

## Produktionsnotizen
Der lebende Leichnam entstand zum Jahresbeginn 1918, passierte im März desselben Jahres die Filmzensur und wurde im April 1918 als Fünfakter uraufgeführt.
August Rinaldi entwarf die Filmbauten. 